# Burgena
Burgena is een geslacht van vlinders van de familie Uilen (Noctuidae), uit de onderfamilie Agaristinae.

## Soorten
- B. constricta Rothschild & Jordan, 1905
- B. chalybeata Rothschild, 1896
- B. splendida Butler, 1887
- B. varia Walker, 1854